# Audi A6
Pour les articles homonymes, voir A6.
L'Audi A6 est une berline de luxe tricorps construite par le constructeur automobile allemand Audi, déclinée en version break (« Avant ») et break surélevé (« Allroad ») et en version berline. Elle a succédé, en 1994, à l'Audi 100. À ce jour, cinq générations différentes d'Audi A6 se sont succédé (respectivement nommées A6 C4, A6 C5, A6 C6, A6 C7 et A6 C8). La marque propose deux versions sportives de l'A6 : la S6 et la RS6. La cinquième génération, l'A6 C8, est présentée en 2018 au salon de Genève et commercialisée en France en juin 2018.

## Audi A6 C4 (1994-1997)
L'Audi A6 C4 est la toute première génération d'Audi A6. Elle est issue du changement de nom de l'Audi 100 C4 et changeant de ce fait de nomenclature pour se placer dans la gamme entre les A4 et A8.
Hormis la face avant et les feux arrière, l'ensemble est globalement resté inchangé par rapport à l'Audi 100 C4.
En dépit d'une ligne très classique, cette berline témoigne encore du sérieux en matière de construction automobile allemande.
Cette version C4 proposait des moteurs essence ou Diesel (à injection directe) en 2 ou quatre roues motrices (Quattro), berline ou break (Avant).
Le haut de gamme était représenté par la S6 Plus (variante à moteur V8 de la S6).

### Motorisations
Moteurs essence

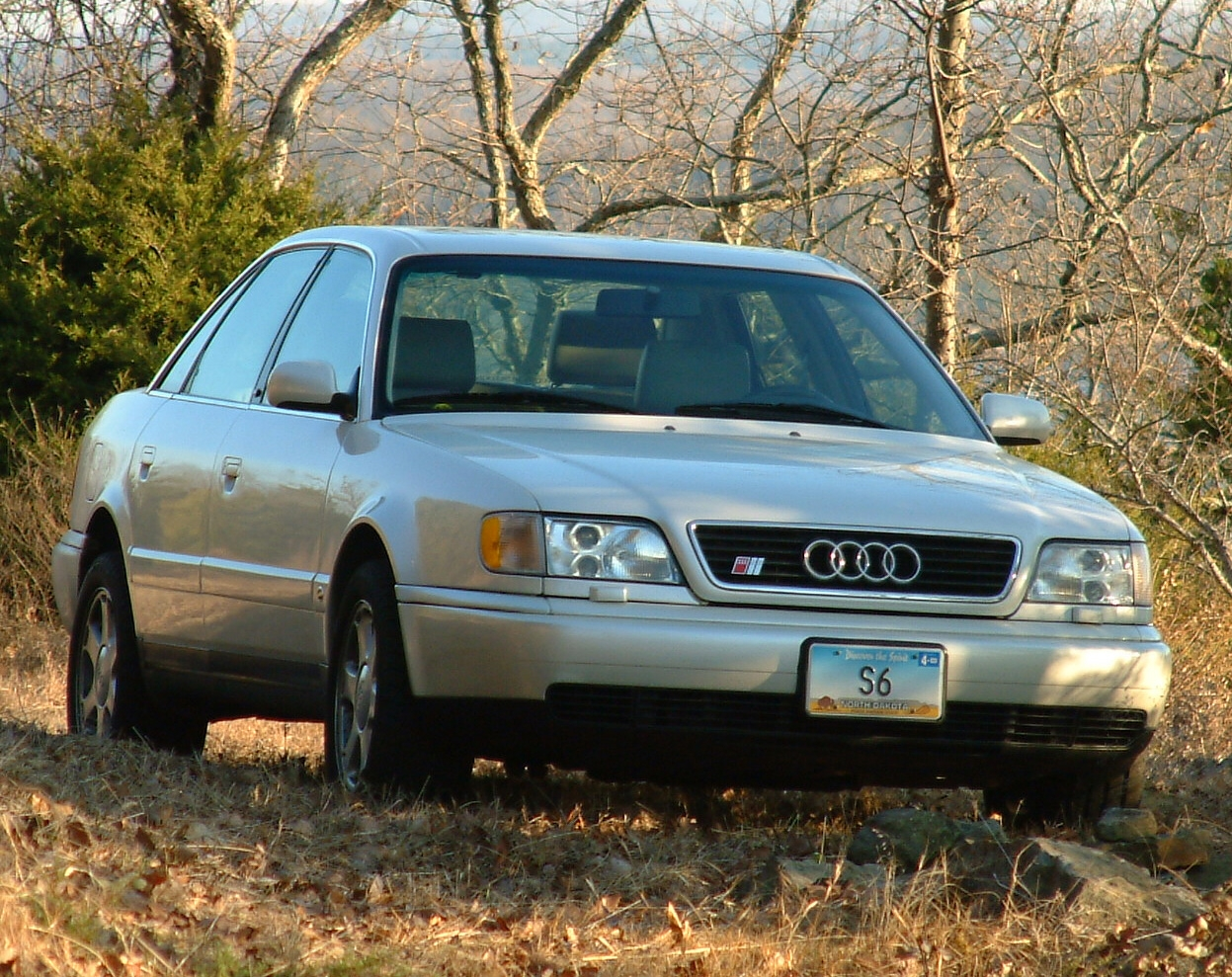
Audi S6 C4.

- 4-cyl. en ligne : 1.8 20v (125 ch), 2.0 16v (140 ch)
- 5-cyl. en ligne : 2.3 (133 ch), 2.2 turbo (230 ch)
- V6 : 2.6 (150 ch), 2.8 (174 ch), 2.8 30v (193 ch)
- V8 : 4.2 (290 ch)

Moteurs Diesel
- 4-cyl. en ligne : 1.9 TDI (90 ch)
- 5-cyl. en ligne : 2.5 TDI (115 ch), 2.5 TDI bv5 (7 CV/140 ch) bv6 (10 CV/140 ch)

### Audi S6 C4 (1995-1997)
Issue directement de l'Audi 100 C4, cette première mouture de la S6 se déclinait en 2 motorisations.
L'historique transmission Quattro, un 5 cylindres en ligne de 230 ch ou un V8 4.2 (295 ch) étaient au rendez-vous.
Mais face à une concurrence accrue et de plus en plus affûtée (Mercedes E50 AMG, BMW M5 e34, Renault Safrane Biturbo), Audi décida d'implanter le V8 4.2 (326 ch) de l'A8 sous le capot de sa S6 en la baptisant S6 Plus.
Bien entendu, qualité de fabrication et équipements raffinés (climatronic, cuir etc.) étaient de rigueur.

## Audi A6 C5 (1997-2004)

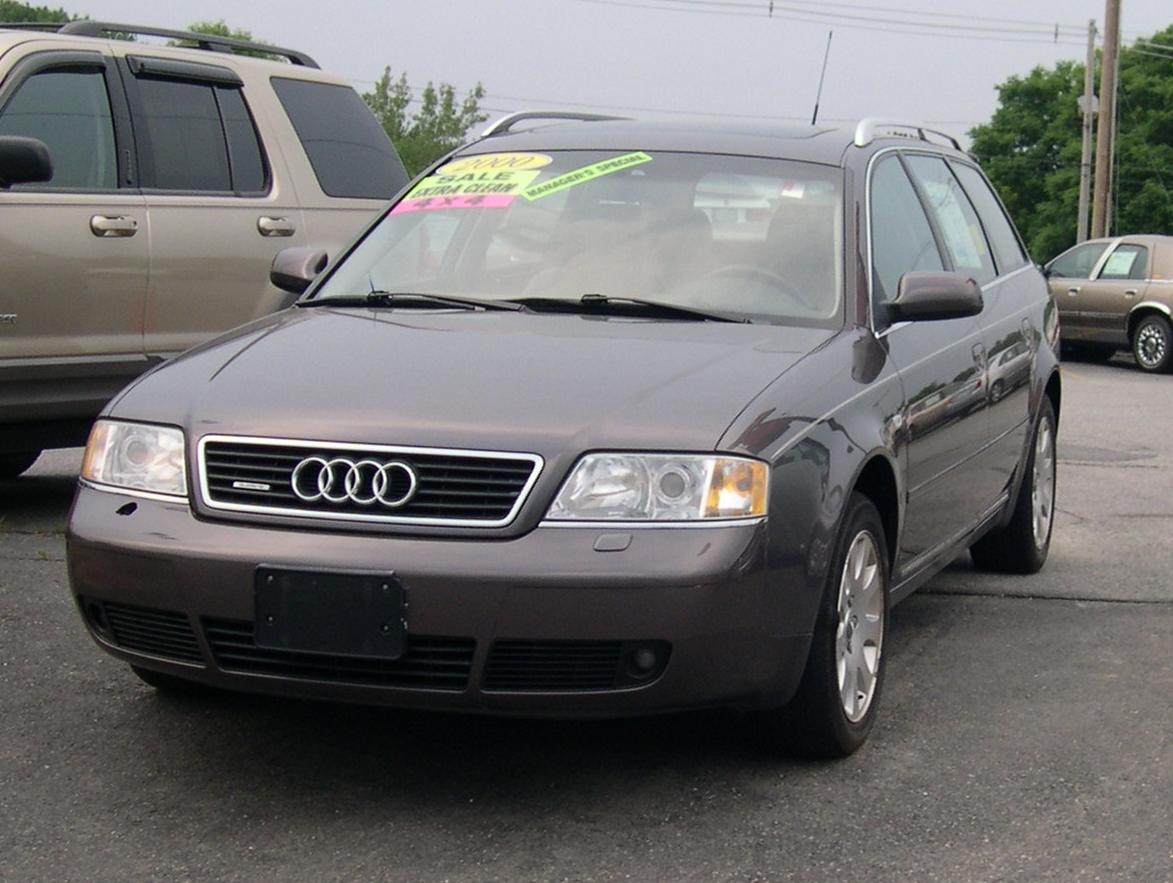
Audi A6 Avant C5 Quattro

Cette voiture est apparue en Europe en 1997 pour la berline et se déclinait en version Avant (break) l'année suivante. L'A6 C5 se distinguait de sa devancière par un design en arche, lui conférant un peu plus d'originalité. Elle concurrençait alors les BMW Série 5, Mercedes classe E et Alfa 166. Elle fut disponible en de nombreuses motorisations essence et Diesel, en traction ou en quatre roues motrices (quattro, en série sur les versions les plus puissantes) et avec trois boîtes de vitesses : boîte manuelle classique, boîte automatique Tiptronic et boîte à variation continue Multitronic.

### Motorisations
Moteurs essence
- 2.0 : 130 ch
- 1.8T : 150 ch [avec option quattro]
- 2.4 V6 : 165 ch [avec option quattro]
- 2.8 V6 : 193 ch [avec option quattro]
- 3.0 V6 : 220 ch [avec option quattro]
- 2,7 biturbo V6 quattro : 230 puis 250 ch
- 4,2 V8 quattro : 300 ch
- S6 4,2 V8 quattro : 340 ch
- RS6 4,2 V8 quattro bi-turbo : 450 ch
- RS6 Plus 4,2 V8 quattro : 480 ch (disponible uniquement en break, 999 exemplaires pour le monde entier)

Moteurs Diesel
- 1,9 TDI : 110, 115 puis 130 ch [avec option quattro]
- 2,5 TDI : 150, 155 puis 163 ch [avec option quattro]
- 2,5 TDI quattro : 180 ch

### Audi S6 C5 (1998-2005)

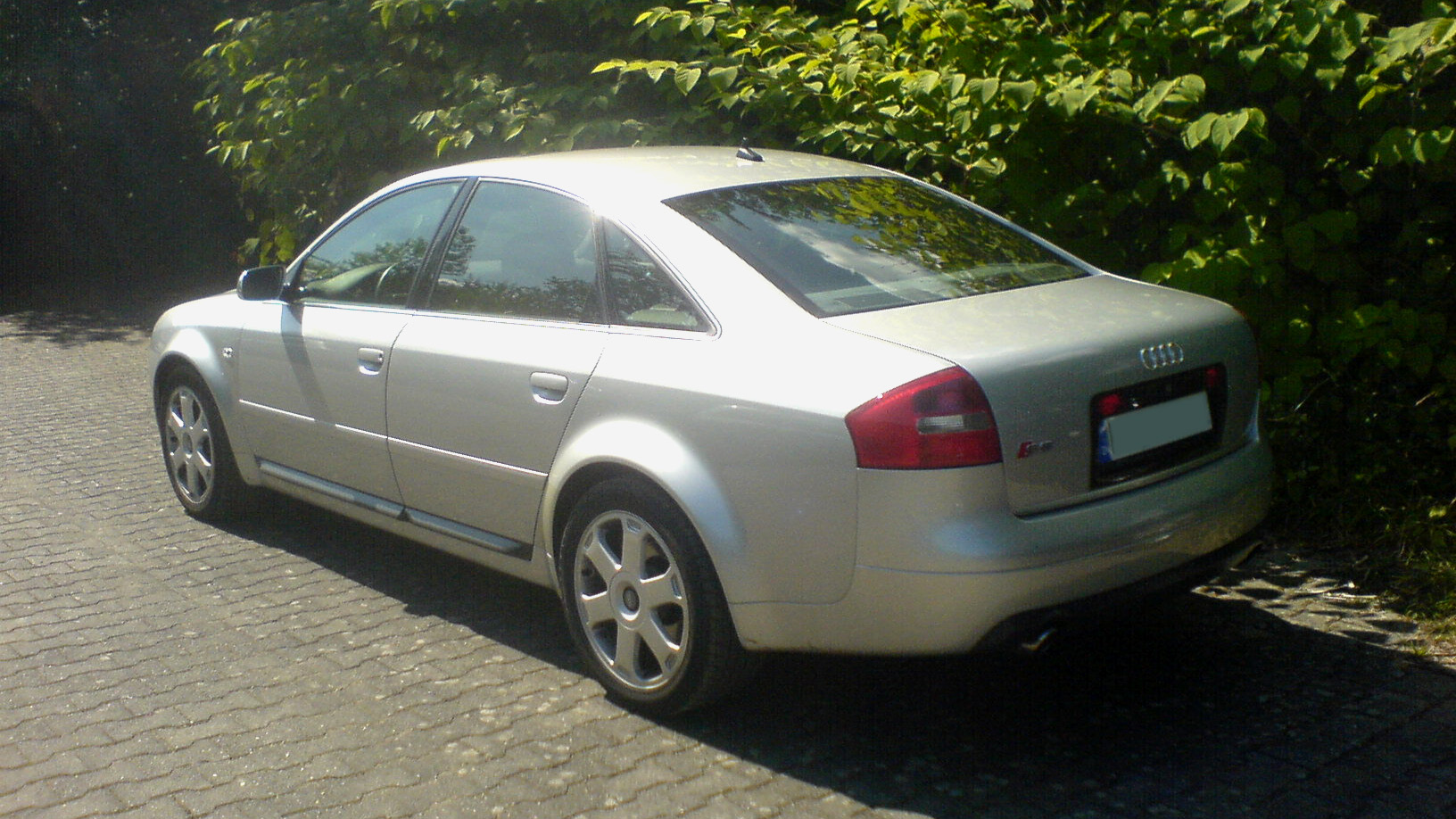
Audi S6 C5

Fer de lance de la gamme A6 C5, cette génération bénéficie toujours du V8 4 172 cm3 (dont la puissance est maintenant portée à 340 chevaux à 7 000 tr/min avec un couple de 420 N m à 3 400 tr/min) et de la transmission intégrale permanente Quattro (couple reparti à 50/50 entre l'essieu avant et arrière).
Performances et polyvalence sont de mise grâce à la boîte Tiptronic à 5 rapports en option, la S6 (C5) est disponible d'origine avec une boîte manuelle à 6 rapports.
Il existe une version A6 à moteur V8 et 4 172 cm3 moins sportive que la S6 (moteur dégonflé à 300 ch et 400 N m, rapports de boîte plus longs, essieux moins larges, suspension plus haute et moins ferme, boucliers avant et arrière non spécifiques).
Une légère retouche stylistique a lieu sur le modèle 2002 (commercialise en juin 2001) qui comprend les phares avant (plus puissants grâce à des xénons nouvelle génération), les lave-phares escamotables dans le bouclier avant, les pare-chocs et les compteurs.
Suivant la version de boîte (automatique ou manuelle) et de carrosserie (Avant ou sedan), le zéro à 100 km/h est estimé entre 6,5 et 7,1 s.
C'est alors qu'Audi, grâce à l'adjonction de 2 turbos sur le V8, se décide à lancer les versions RS6 de 450 ch en 2003 et RS6 Plus de 480 ch en 2004 qui dont commercialisée à 1 000 exemplaires dans le monde et seulement en version Avant.

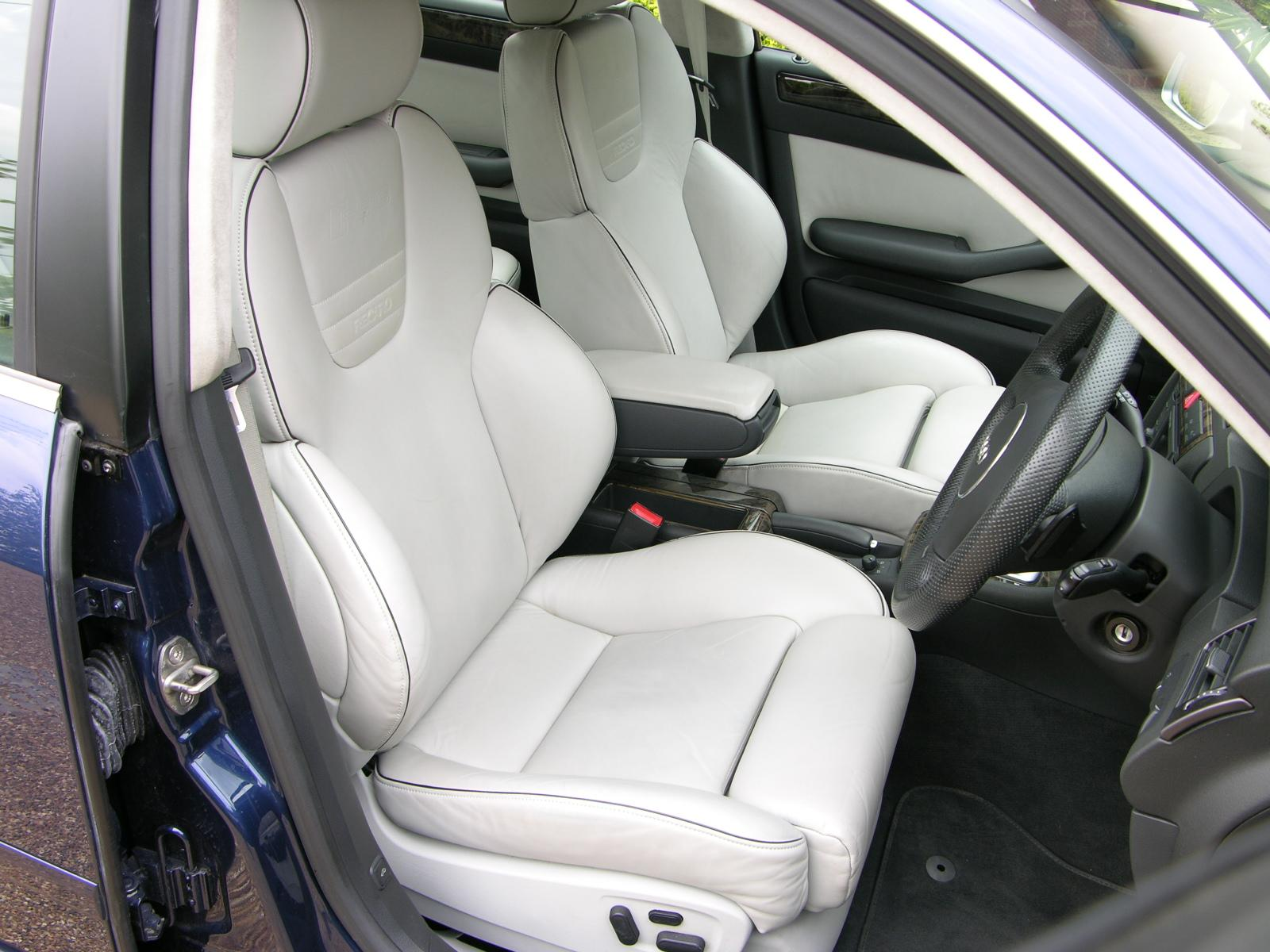
Intérieur de l'Audi RS6
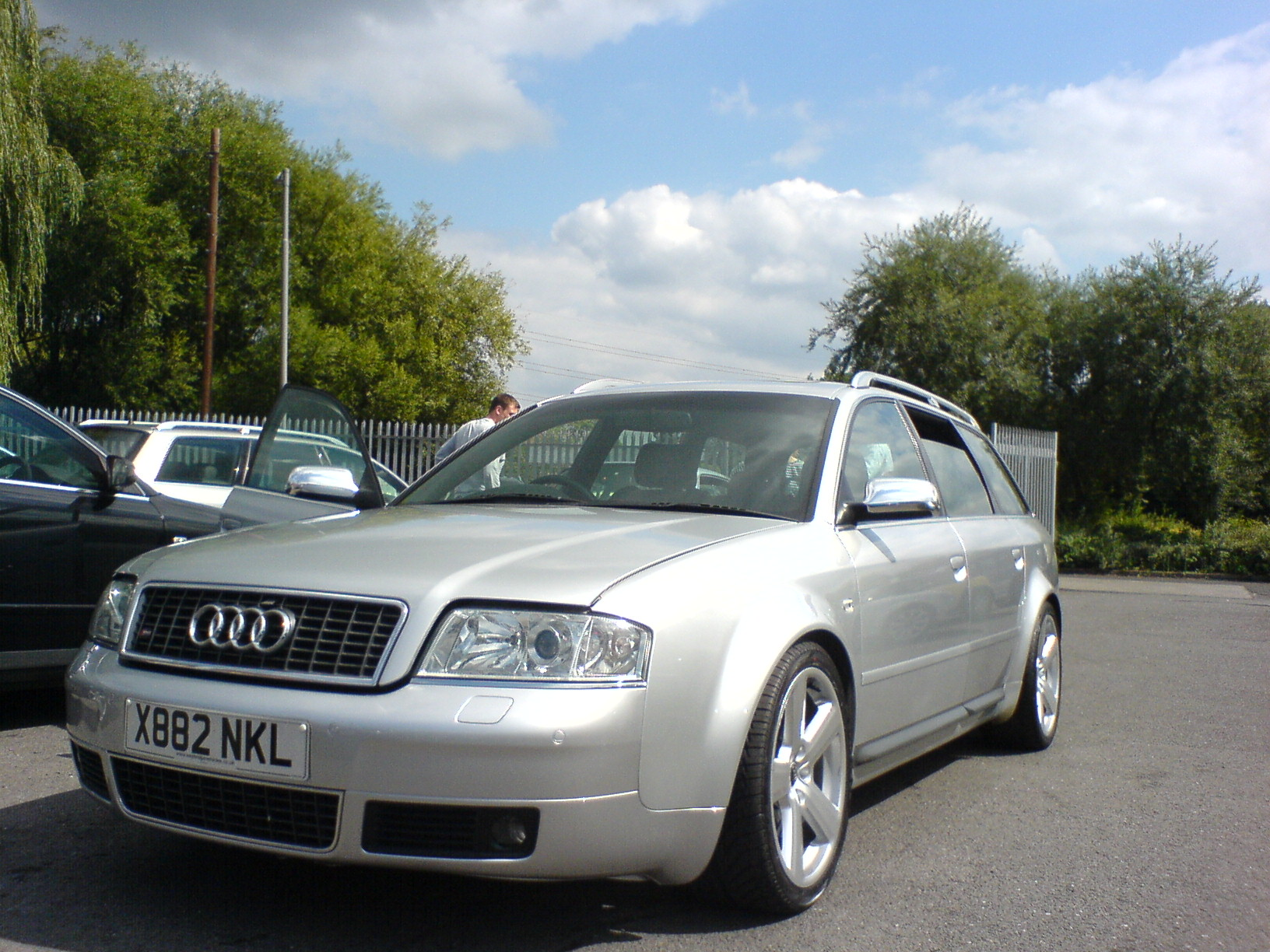
Avant de l'Audi S6 Avant
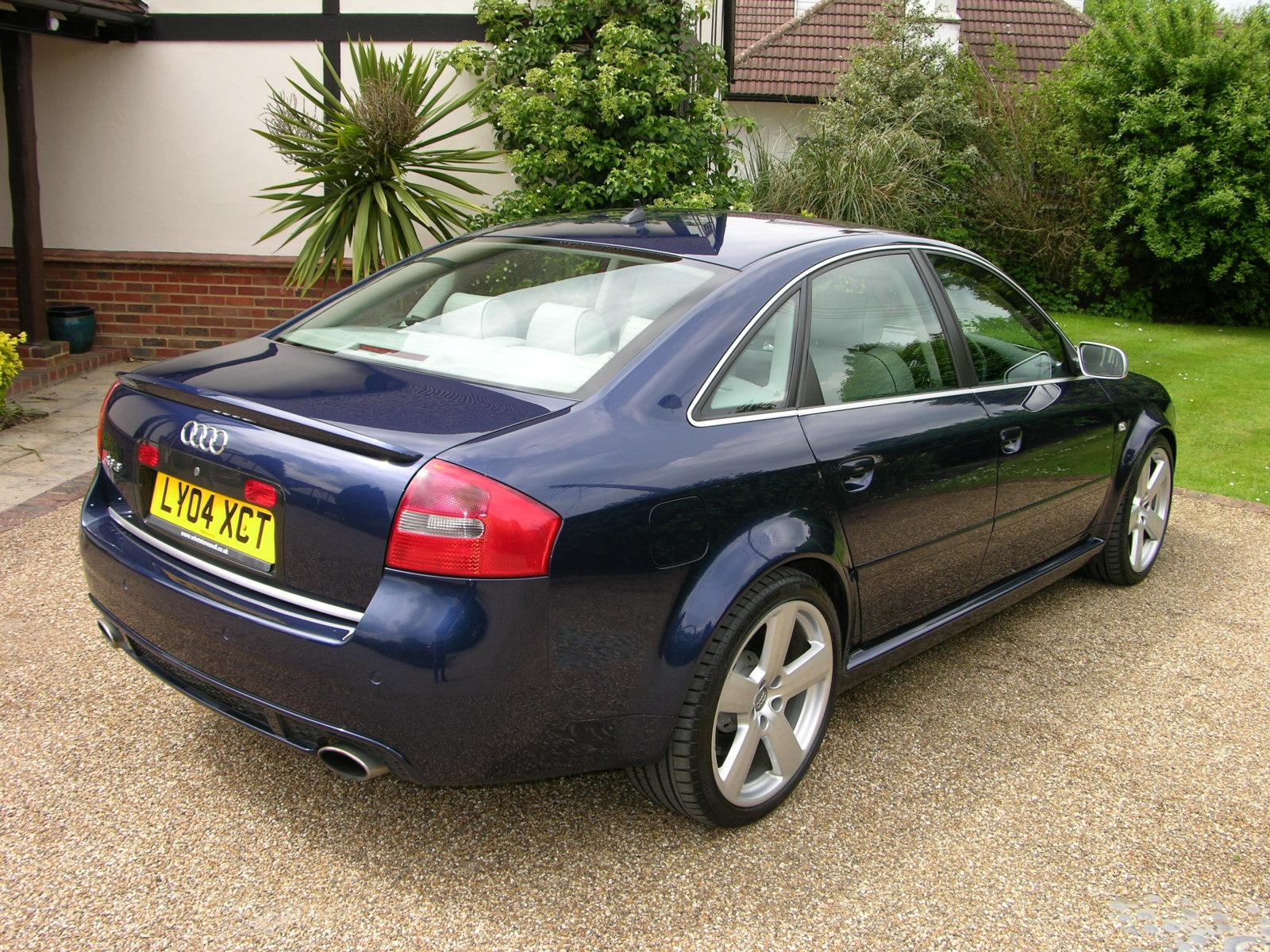
Arrière de la version RS6
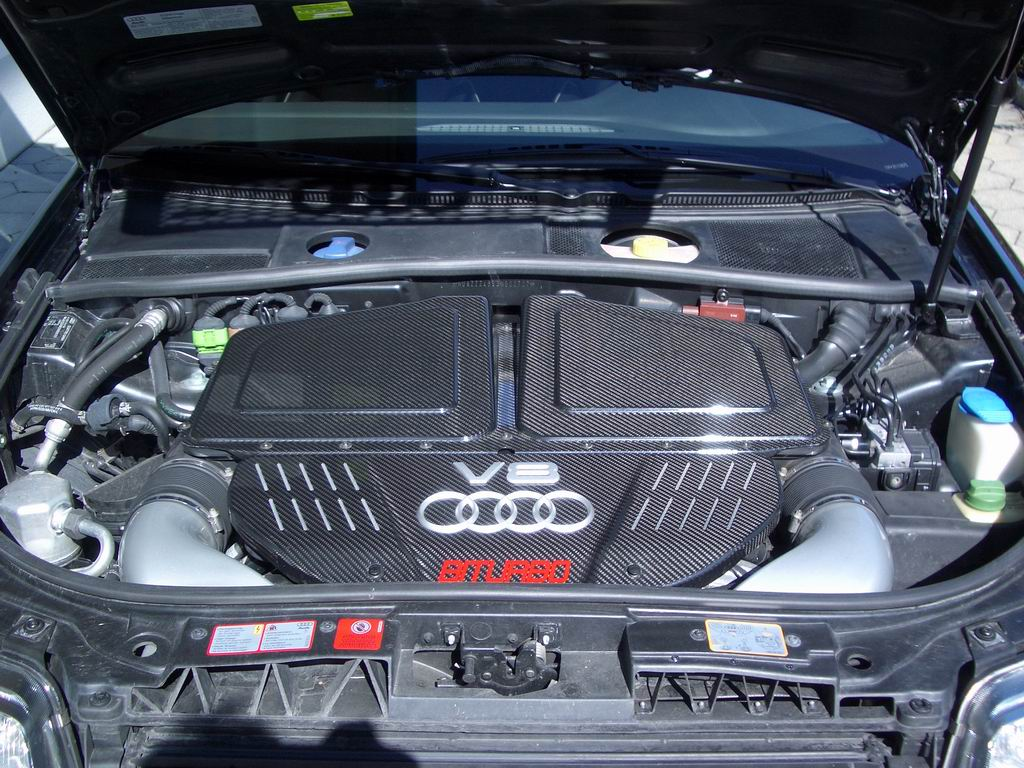
Moteur V8 Bi-turbo de la RS6

## Audi A6 C6 (2004-2011)
Cette voiture est apparue en 2004 et est disponible en berline ou en version Avant (break). Elle est disponible selon les moteurs en traction ou en quatre roues motrices (quattro) et en boîte manuelle ou automatique (Tiptronic). Elle concurrence directement les BMW Série 5, Chrysler 300C, Citroën C6 ou encore Mercedes Classe E.
Bénéficiant d'un nouveau design, elle inaugure cette année-là, la calandre dite "Single Frame" (qui sera ensuite étendue à toute la gamme Audi).
En octobre 2008, elle a fait l'objet d'un léger restylage (face avant et feux arrière, notamment), pour s'intégrer pleinement dans la nouvelle gamme Audi.

### Motorisations

#### Phase 1 (2004-2008)
Moteurs essence
- 4-cyl. 2.0 l TFSi 170 ch.
- V6 2.4 l 177 ch [avec option quattro].
- V6 2.8 l FSi 210 ch [avec option quattro].
- V6 3.2 l FSi 256 ch [avec option quattro].
- V8 4.2 l quattro 335 ch.
- V8 4.2 l FSi quattro 350 ch
- V10 5.2 l FSi quattro 435 ch, dite S6
- V10 5.0 l bi-turbo FSi quattro 580 ch, nommé RS6

Moteurs Diesel
- 4-cyl. 2.0 l TDi 136 ou140 ch.
- V6 2.7 l TDi 180 ch [avec option quattro].
- V6 3.0 l TDi quattro 225 ch.
- V6 3.0 l TDi quattro 233 ch.

#### Phase 2 (2008-2011)
|                      | 2.0 TFSI                     | V6 2.8 FSI 190                       | V6 2.8 FSI 220 Multitronic     | V6 3.0 TFSI Quattro Tiptronic | V8 4.2 FSI Quattro Tiptronic | 2.0 TDIe 136           | 2.0 TDI 136 Multitronic | 2.0 TDI 170                  | 2.7 V6 TDI                            | V6 3.0 TDI Quattro          |
| Moteur               | Turbocompressé               | Atmosphérique                        | Atmosphérique                  | Compressé                     | Atmosphérique                | Turbocompressé         | Turbocompressé          | Turbocompressé               | Turbocompressé                        | Turbocompressé              |
| Cylindrée            | 1 984 cm3                    | 2 773 cm3                            | 2 773 cm3                      | 2 995 cm3                     | 4 163 cm3                    | 1 968 cm3              | 1 968 cm3               | 1 968 cm3                    | 2 698 cm3                             | 2 967 cm3                   |
| Puissance            | 170 ch (125 kW)              | 190 ch (140 kW)                      | 220 ch (162 kW)                | 290 ch (213 kW)               | 350 ch (258 kW)              | 136 ch (100 kW)        | 136 ch (100 kW)         | 170 ch (125 kW)              | 190 ch (140 kW)                       | 240 ch (177 kW)             |
| Couple               | 280 N m                      | 280 N m                              | 280 N m                        | 420 N m                       | 440 N m                      | 320 N m                | 320 N m                 | 350 N m                      | 400 N m                               | 500 N m                     |
| Accélération         | 0 à 100 km/h en 8,2/ 8,5** s | 0 à 100 km/h en 8,2/ 8,3**/ 8,4*** s | 0 à 100 km/h en 7,3/ 7,7 s**** | 0 à 100 km/h en 5,9 s         | 0 à 100 km/h en 5,9 s        | 0 à 100 km/h en 10,3 s | 0 à 100 km/h en 10,2 s  | 0 à 100 km/h en 8,9/ 8,9 s** | 0 à 100 km/h en 7,9/ 7,9**/ 8,2**** s | 0 à 100 km/h en 6,6/ 6,8* s |
| Transmission         | Traction                     | Traction/ Intégrale***               | Traction/ Intégrale****        | Intégrale                     | Intégrale                    | Traction               | Traction                | Traction                     | Traction/ Intégrale****               | Intégrale                   |
| Consommation (mixte) | 7,5/ 7,7** L/100 km          | 8,2/ 8,4**/ 8,7*** L/100 km          | 8,4/ 9**** L/100 km            | 9,4 L/100 km                  | 10,2 L/100 km                | 5,3 L/100 km           | 5,8 L/100 km            | 5,7/ 5,8** L/100 km          | 6,2/ 6,4**/ 7,1**** L/100 km          | 6,7/ 7,1* L/100 km          |
| CO2                  | 174/ 181** g/km              | 191/ 195**/ 204*** g/km              | 196/ 212**** g/km              | 219 g/km                      | 244 g/km                     | 139 g/km               | 155 g/km                | 149/ 153** g/km              | 164/ 169**/ 189**** g/km              | 179/ 189* g/km              |
| Poids (DIN)          | / 1 550** kg                 | 1 550 / 1 570**/ 1 640*** kg         | 1 570/ 1 680**** kg            | 1 725 kg                      | 1 770 kg                     | 1 550 kg               | 1 575 kg                | 1 565 / 1 590** kg           | 1 635 / 1 660**/ 1 765**** kg         | 1 760 / 1 785* kg           |

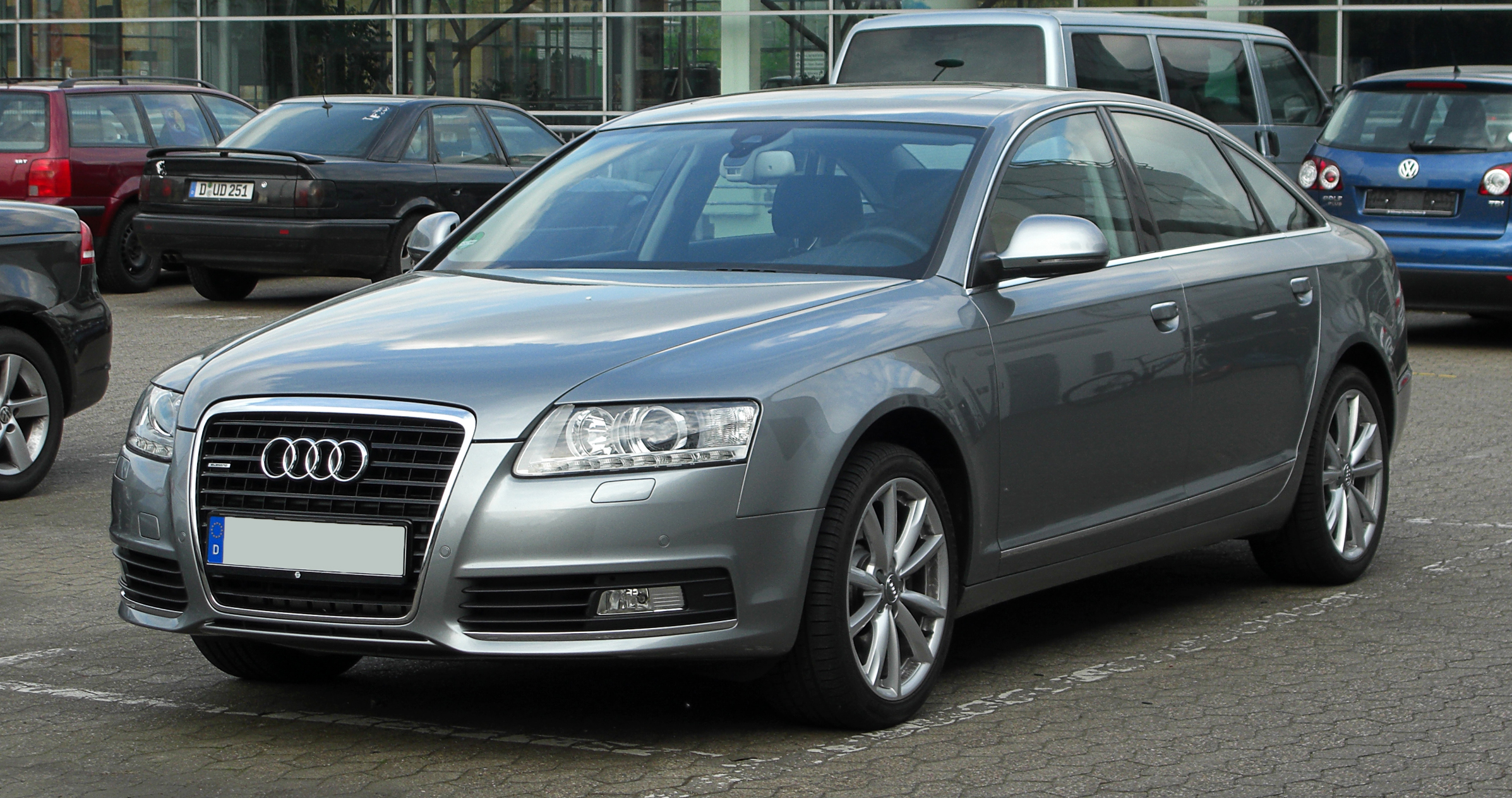
Audi A6 C6 Phase 2
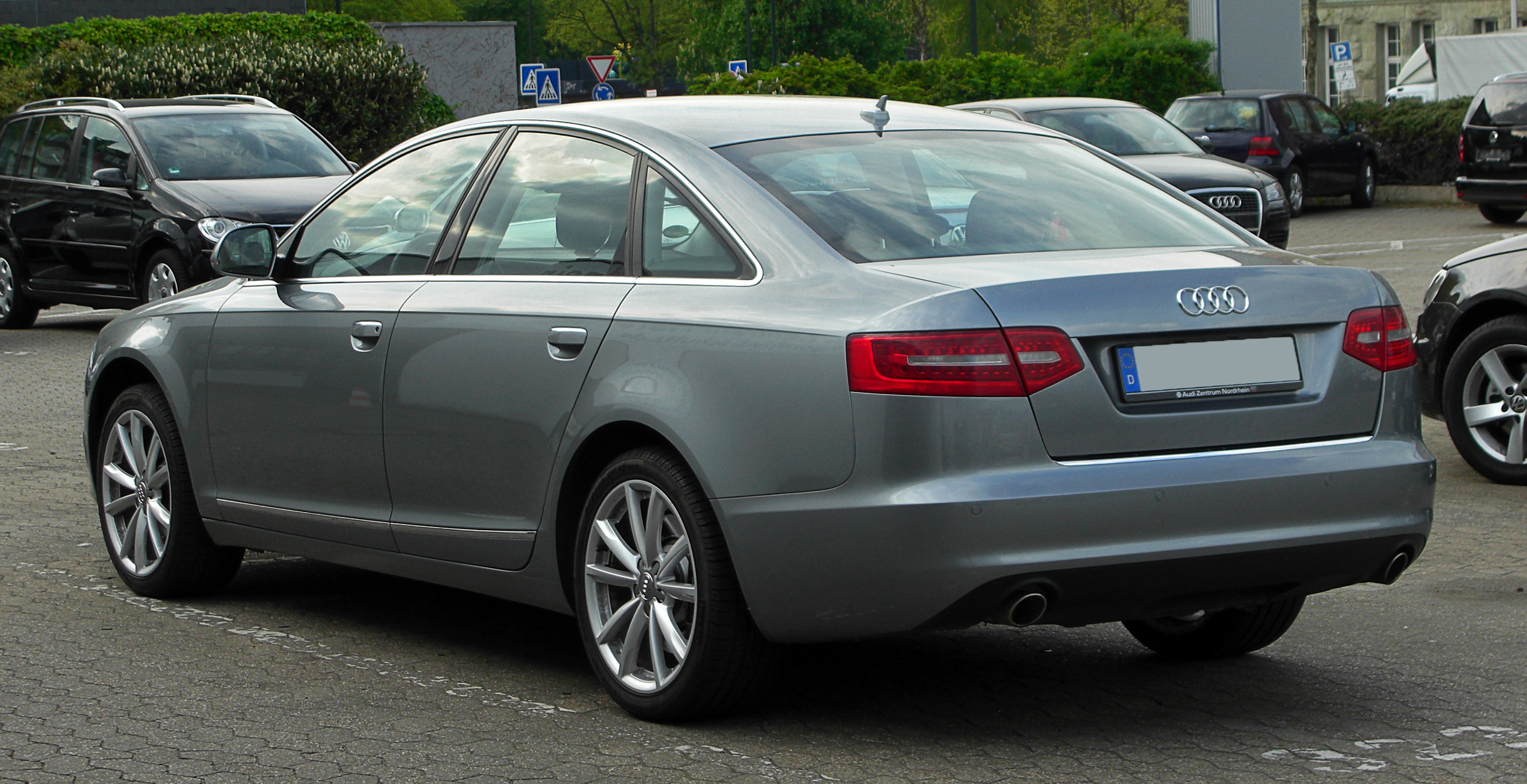
Audi A6 C6 Phase 2

### Audi S6 C6 (2006-2011)

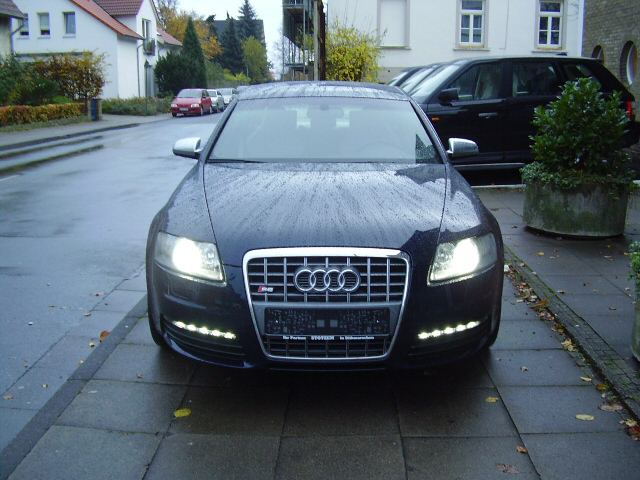
Audi S6 C6

L'Audi S6 C6 est issue, tout comme pour la version A6, des deux précédentes générations de S6 C4 (1995-1997) et C5 (1998-2003). Cette version sportive est présentée en janvier 2006 au Salon international Nord-Américain.
Son moteur est une version modifiée du V10 de la Lamborghini Gallardo, avec une cylindrée majorée à 5,2 l (contre 5 l sous le capot de la sportive italienne) et donc avec un couple en hausse (540 N m entre 3 000 et 4 000 tr/min) malgré la puissance en baisse (435 ch tout de même). Elle effectue le 0 à 100 km/h en 5,2 s et est équipée du système Quattro, sa boîte est automatique et à 6 rapports. La berline pèse 1 910 kg, contre 1970 pour la version Avant.
Côté esthétique, l'Audi S6 s'offre la nouvelle génération d'éclairage : un chapelet de LED pour un éclairage de jour, vient souligner les optiques de phares avant ; on retrouve les quatre sorties d'échappement (caractéristique des Audi S), une calandre Single Frame à barrettes chromées et des jantes de 19". Elle a souvent été critiquée par les puristes de la marque aux anneaux par l'absence de sensations ressenties à son volant, notamment en raison d'un poids important et d'un moteur V10 à la sonorité jugée trop feutrée pour un véhicule sportif.
- RS6 V10 TFSI turbo 580ch, moteur Lamborghini, disponible en berline et break sortie en 2009.

Une ultime version, baptisée RS6 Plus, proposant quelques améliorations techniques, marque la fin de la carrière de l'Audi RS6 C6. Elle est limitée à 500 exemplaires numérotés.

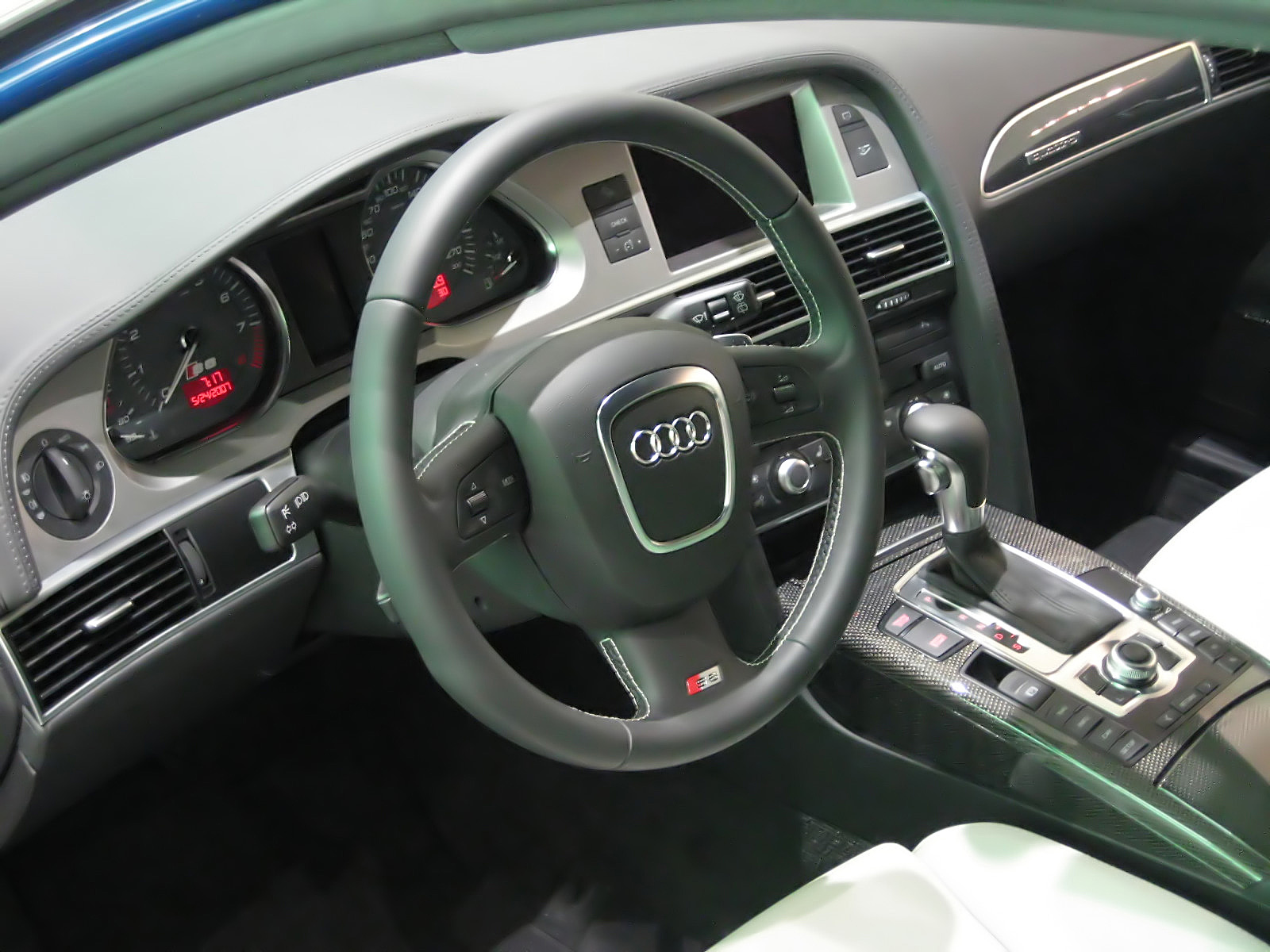
Intérieur et console
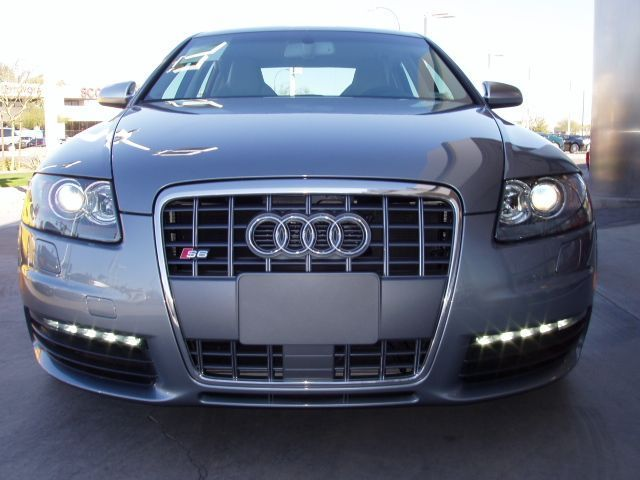
Grille et calandre avec LEDs
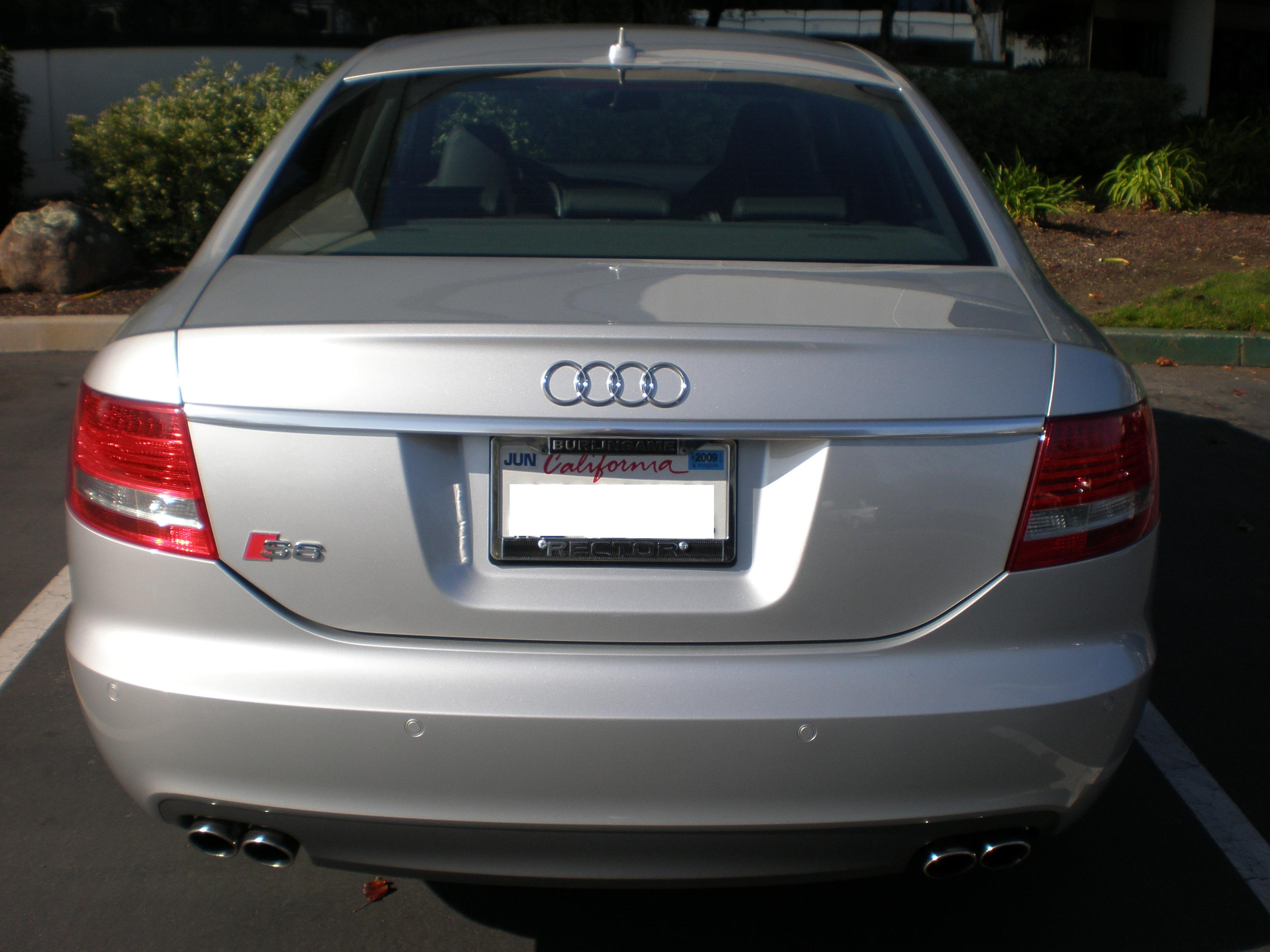
Vue arrière d'une Audi S6 Sedan
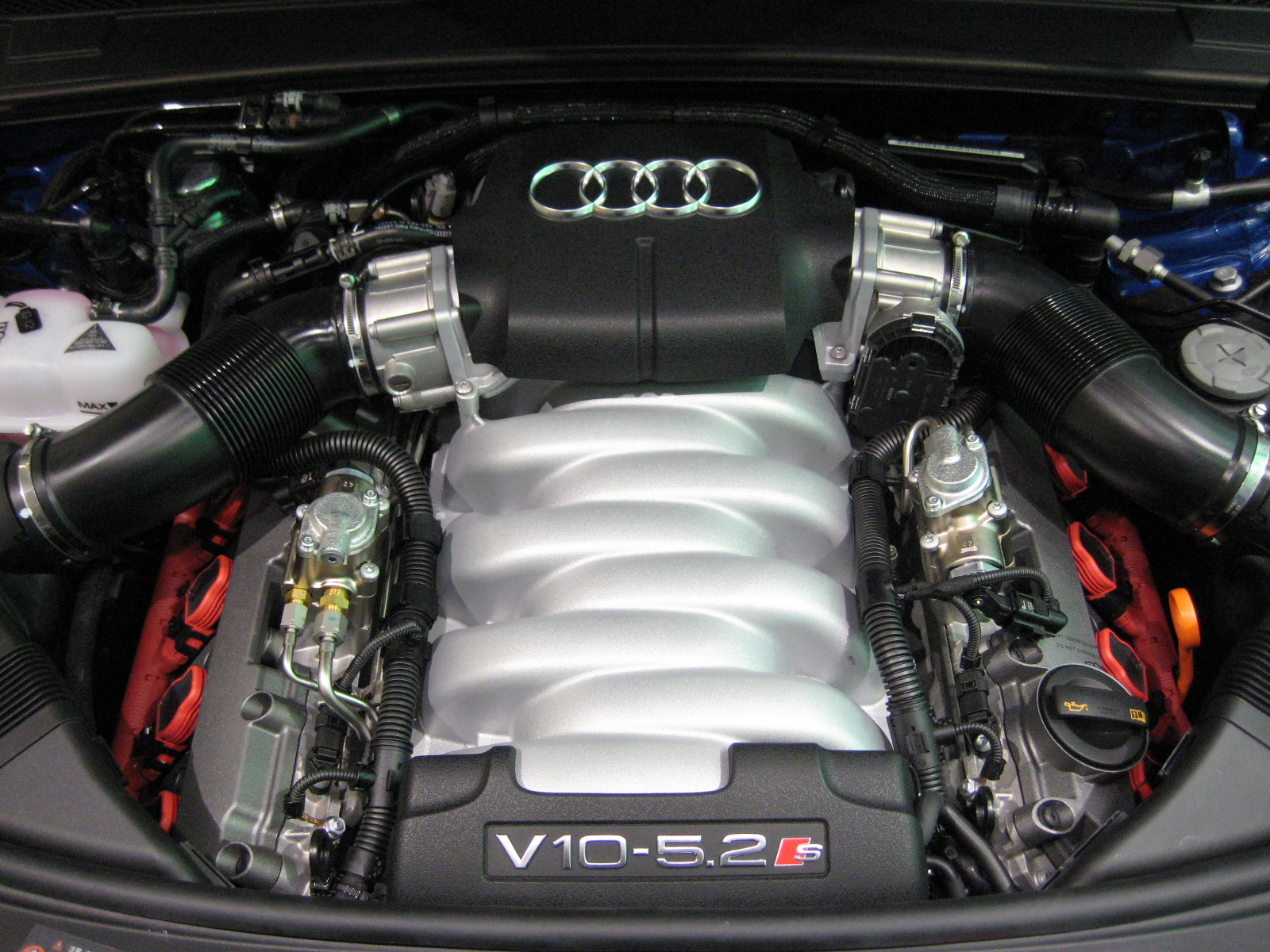
Moteur V10 de la version S6

## Audi A6 C7 (2011-2018)

### Phase 1 (2010-2014)
La nouvelle A6 est présentée fin 2010. Elle possède la nouvelle calandre Single Frame aux bords biseautés. Le tableau de bord est presque identique à celui de l'A7. En Diesel, il existe quatre motorisations différentes :
- un quatre cylindres 2.0 de 177 chevaux,
- un six cylindres de 3,0 litres de cylindrée proposé avec deux puissances différentes : 204 et 245 chevaux
- un moteur inédit de 3,0 litres mais cette fois-ci dopé par deux turbos (BiTDI) avec une puissance de 313 chevaux (le V6 le plus puissant jamais construit par Audi).

Le gros six cylindres est d'office proposé avec la boîte Tiptronic à 8 rapports, tandis que les 3.0l de 245 et 204 quattro (4x4) sont équipés de la boîte S-Tronic à 7 rapports, le 3.0l TDI 204 traction est proposé avec la boîte à variation continue à 8 rapports Multitronic et le quatre cylindres avec la boîte manuelle à 6 vitesses.
Côté essence, deux motorisations sont au catalogue :
- un six cylindres 2.8 de 204 chevaux (avec la boîte Multitronic pour la traction et la S-Tronic avec la quattro)
- un six cylindres 3.0 de 300 chevaux (avec la boîte S-Tronic).
- Il existe également une version hybride essence-électricité composé d'un 4 cylindres et un moteur électrique d'une puissance cumulée de 245 chevaux.

Ces modèles sont proposés avec une traction ou la transmission intégrale quattro, pour les boîtes de vitesses, une boîte manuelle de 6 vitesses est proposée pour les petits moteurs et les boîtes Multitronic à 8 rapports (CVT), Tiptronic 8 et S-Tronic 7 sont proposées pour les V6 et hybride.
Toutes ces motorisations (hybride exclu) sont reconduites sur la version Avant (break) de l'A6.
En revanche, le break surélevé Allroad dispose de quatre motorisations (dont une essence) :
- un V6 3.0 TFSI de 310 chevaux couplé à la boite S-Tronic à 7 rapports
- un V6 3.0 TDI sous trois puissances : 204, 245 et 313 chevaux disponible avec la boîte S-Tronic (sauf pour le modèle de 313 chevaux disponible uniquement avec la boîte auto Tiptronic à 8 vitesses).

Toutes ces motorisations sont proposées avec la transmission à quatre roues motrices Quattro.
Le prix de départ de cette nouvelle génération est, pour la France, de 39 900 € pour la version quatre cylindres Diesel en finition Ambiente et peut monter jusqu'à 62 700 € pour la version six cylindres TFSI en finition Avus (hors option et pour la version berline).
Une S6 va arriver dans l'année, avec le nouveau moteur commun aux S6, S7, S8, qui est un V8 de 4.0l et suralimenté par un turbo.
Le prix de base avoisinerait les 90 000 euros et la puissance est de 420 chevaux.
Le 4 décembre 2012 est dévoilée la version ultra sportive de l'Audi A6, l'RS6, forte de 560 ch et de 750 N m développés par le 4.0 V8 Bi-turbo.

### Phase 2 (2014-2016)

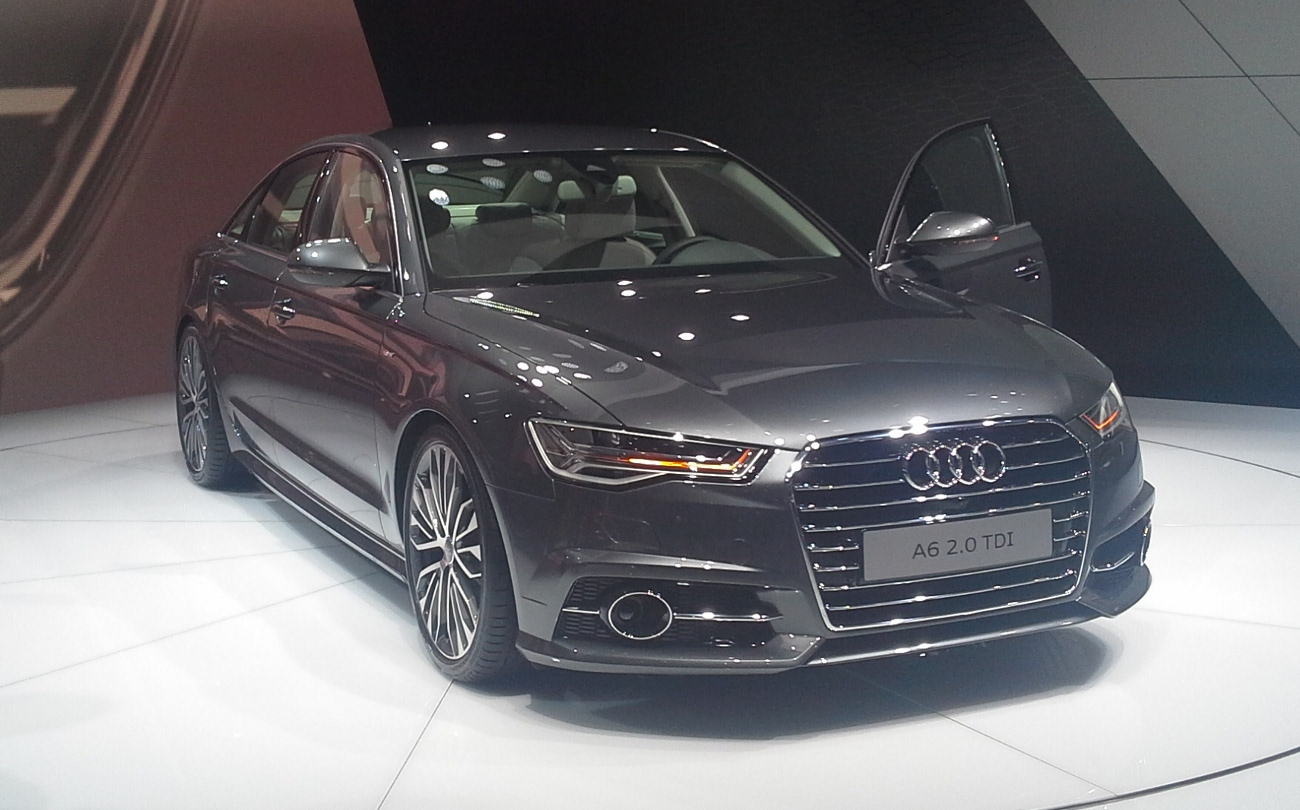
Audi A6 C7 Phase 2
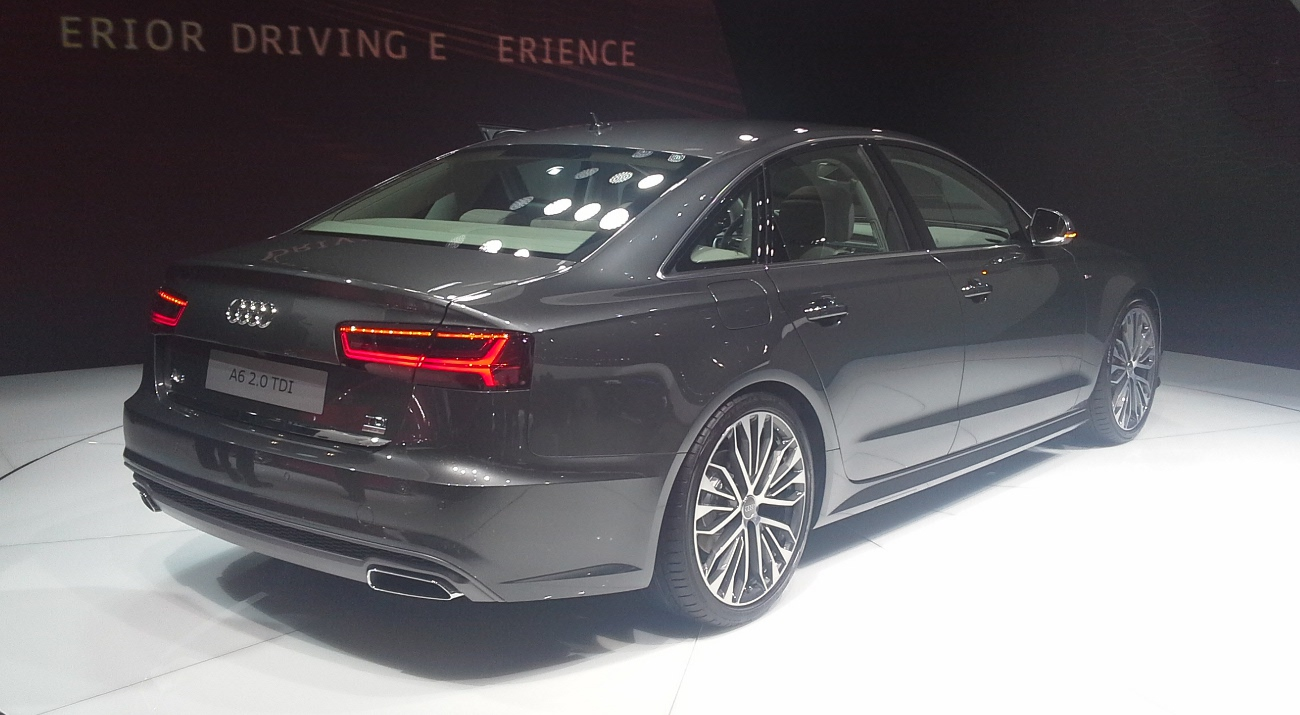
Audi A6 C7 Phase 2

### Phase 3 (2016-2018)
Pour 2016, Audi présente les versions remaniées des A6 et A7. Elles possèdent des éléments noirs brillants au niveau des entrées d'air et des grilles latérales, une poupe au dessin plus anguleux intégrant un bouclier redessiné et un nouveau diffuseur tandis que la version S Line reçoit une nouvelle calandre couleur noir mat avec des lamelles chromées.

### Motorisations
|                                                | 2.0 TFSI                    | 2.8 FSI                | 2.0 TFSI Hybride            | 3.0 TFSI              | 4.0 TFSI (S6)         | 4.0 TFSI (RS6 AVANT)  | 2.0 TDI               | 3.0 TDI 218             | 3.0 TDI 245           | 3.0 BiTDI 313         |
| ---------------------------------------------- | --------------------------- | ---------------------- | --------------------------- | --------------------- | --------------------- | --------------------- | --------------------- | ----------------------- | --------------------- | --------------------- |
| Moteur                                         | 4-cyl. Turbocompressé       | V6 Atmosphérique       | 4-cyl.+élec. Turbocompressé | V6 Compressé          | V8 Biturbocompressé   | V8 Biturbocompressé   | 4-cyl. Turbocompressé | V6 Turbocompressé       | V6 Turbocompressé     | V6 Biturbocompressé   |
| Cylindrée                                      | 1 984 cm3                   | 2 773 cm3              | 1 984 cm3                   | 2 995 cm3             | 3 993 cm3             | 3 993 cm3             | 1 968 cm3             | 2 967 cm3               | 2 967 cm3             | 2 967 cm3             |
| Puissance                                      | 211 ch                      | 204 ch                 | 245 ch                      | 333 ch                | 420 ch                | 560 ch                | 177 ch                | 218 ch                  | 245 ch                | 313 ch                |
| Couple                                         | 370 N m                     | 280 N m                | 350 N m                     | 440 N m               | 550 N m               | 700 N m               | 380 N m               | 400 à 450 N m           | 500 N m               | 650 N m               |
| Accélération (valeurs pour la berline)         | 0 à 100 km/h en 6,7 s/6,9 s | 0 à 100 km/h en 7,7* s | 0 à 100 km/h en 7,3 s       | 0 à 100 km/h en 5,5 s | 0 à 100 km/h en 4,6 s | 0 à 100 km/h en 3,9 s | 0 à 100 km/h en 8,7 s | 0 à 100 km/h en 7,2** s | 0 à 100 km/h en 6,1 s | 0 à 100 km/h en 5,3 s |
| Transmission                                   | Traction ou Quattro         | Traction ou Quattro    | Traction                    | Quattro               | Quattro               | Quattro               | Traction              | Traction ou Quattro     | Quattro               | Quattro               |
| Consommation (valeurs pour la berline) (mixte) | 7,4 L/100 km                | 7,4* L/100 km          | 6,2 L/100 km                | 8,2 L/100 km          | 9,6 L/100 km          | 9,7 L/100 km          | 4,9 L/100 km          | 5,2* L/100 km           | 6,0 L/100 km          | 7,5 L/100 km          |
| CO2 (valeurs pour la berline)                  | 137/140 g/km                | 172* g/km              | 142 g/km                    | 190 g/km              | 225 g/km              | 226 g/km              | 129 g/km              | 137 g/km                | 158 g/km              | 169 g/km              |
| Poids (valeurs pour la berline) (DIN)          | 1 595 kg                    | 1 610 kg               | 1 920 kg                    | 1 740 kg              | 1 970 kg              | 1 920 kg              | 1 575 kg              | 1 645 kg                | 1 720 kg              | 1 865 kg              |

- Accélérations et consommations selon les versions (valeurs qui diffèrent selon la transmission: Quattro ou traction, boîte manuelle ou automatique)

### Audi A6L
L'Audi A6L est une version allongée chinoise de l'A6 C7 "normale".

#### Audi A6L E-Tron
L'A6L sera déclinée en version hybride rechargeable sous le nom de A6L E-Tron. Elle est présentée au salon de l'automobile de Shanghai en Chine.

## Audi A6 C8 (2018-)
La cinquième génération de l'Audi A6 est présentée au Salon international de l'automobile de Genève 2018, inspirée du concept car Audi Prologue et commercialisée à partir de juin 2018.
La version restylée de l'A6 C8 sera présentée au second semestre de l'année 2022. Des prototypes camouflés de cette phase 2 sont révélés sur Internet plusieurs mois avant la présentation officielle, et certaines modifications esthétiques sont perceptibles (phares et boucliers modifiés...).

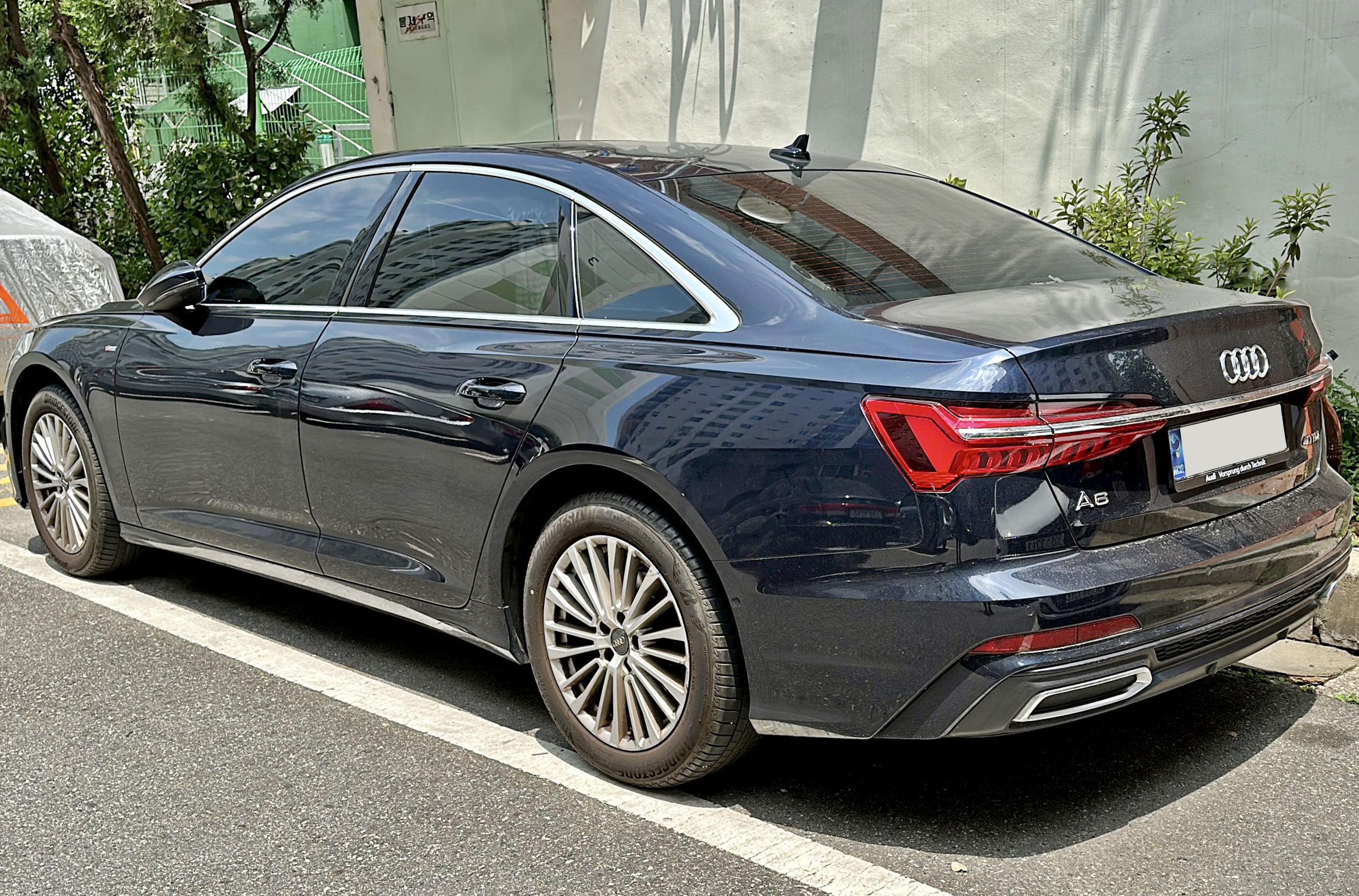
Vue de l'arrière.
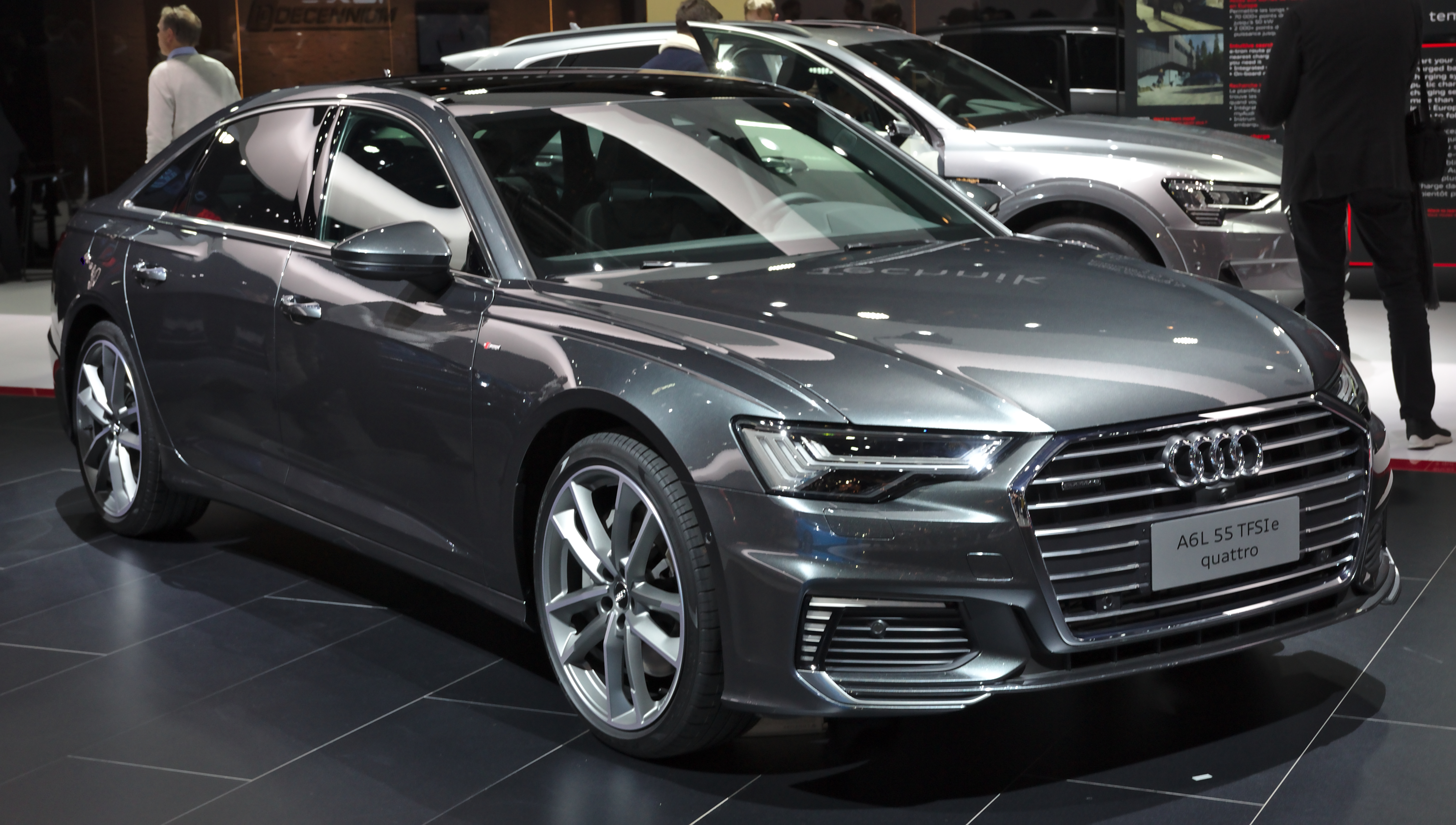
A6L C8.
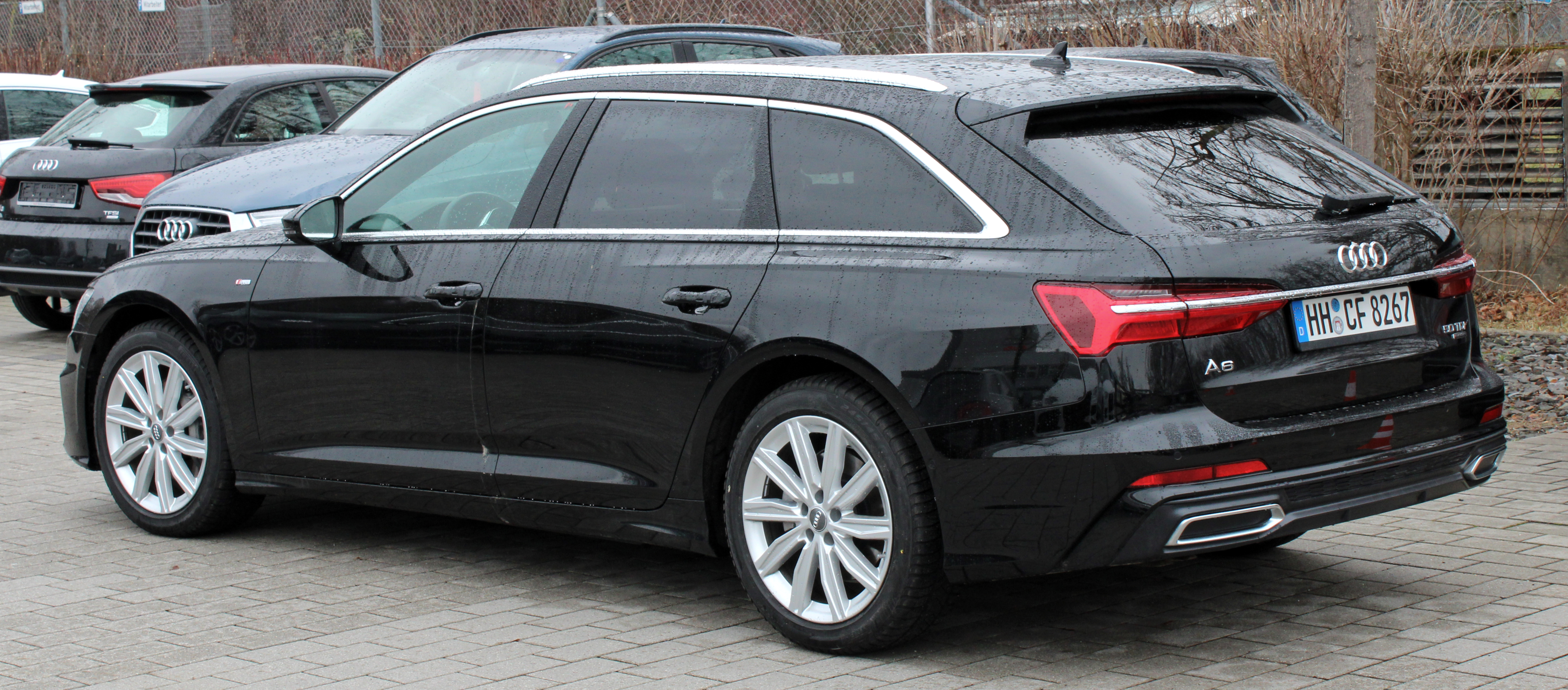
A6 C8 Avant.

### A6 Avant
Audi dévoile la version break Avant de l'A6 C8 en avril 2018 avant qu'elle soit commercialisée en septembre 2018.

### A6 Allroad
L'Audi A6 Allroad de 4e génération est présentée en juin 2019.

### Motorisations
Au lancement, l'Audi A6 reçoit deux moteurs, un essence et un Diesel (55 TFSI et 50 TDI) avant d'étoffer son offre avec deux autres motorisations Diesel (40 TDI et 45 TDI). Les motorisations V6 reçoivent une hybridation légère constitué d'un système 48 volts et d'un alternodémarreur (stop and start) qui supplante le moteur jusqu’à 22 km/h, tandis que la version 4 cylindres est équipé d'un alterno-démarreur en 12 Volts.
|                         | 45 TFSI            | 55 TFSI  | 35 TDI            | 40 TDI             | 45 TDI   | 50 TDI   | S6                        | 55 TFSI e                                     |
| ----------------------- | ------------------ | -------- | ----------------- | ------------------ | -------- | -------- | ------------------------- | --------------------------------------------- |
| Moteur                  | 4-cylindres Turbo  | V6 Turbo | 4-cylindres Turbo | 4-cylindres Turbo  | V6 Turbo | V6 Turbo | V6 Turbo                  | 4-cylindres Turbo                             |
| Cylindrée (cm3)         | 1 984              | 2 995    | 1 968             | 1 968              | 2 967    | 2 967    | 2 967                     | 1 984                                         |
| Puissance (ch)          | 245                | 340      | 163               | 204                | 231      | 286      | 349                       | Thermique : 252 Electrique : 143 Cumulé : 367 |
| Couple (N m)            | 370                | 500      | 370               | 400                | 500      | 620      | 700                       | 500                                           |
| Vitesse (km/h)          | 250                | 250      | 224               | 246                | 250      | 250      | 250                       | Electrique : 135 Cumulé : 250                 |
| 0 à 100 km/h (s)        | 6,8 - 6            | 5,1      | 9,3               | 8,1 - 7,6          | 6,3      | 5,5      | 5.0 (berline) 5.1 (avant) | 5.7                                           |
| Transmission            | Traction - Quattro | Quattro  | Traction Quattro  | Traction - Quattro | Quattro  | Quattro  | Quattro                   | Quattro                                       |
| Consommation (L/100 km) | 7,6/7,3 - 8,5/8    | 7,1      |                   | 5,8/5,5 - 6,3/5,9  | 7,4/7,7  | 7,4/7,7  | 6,3/6,5                   |                                               |
| CO2                     | 173/166 - 193/181  | 151      |                   | 152/145 - 166/154  | 194/183  | 194/183  | 165                       | 50                                            |
| Poids (DIN) (kg)        | 1 715–1 770        |          |                   | 1 720–1 780        | 1 900    | 1 900    |                           |                                               |

## Concept cars
- 2021 : Audi A6 e-tron concept[13]

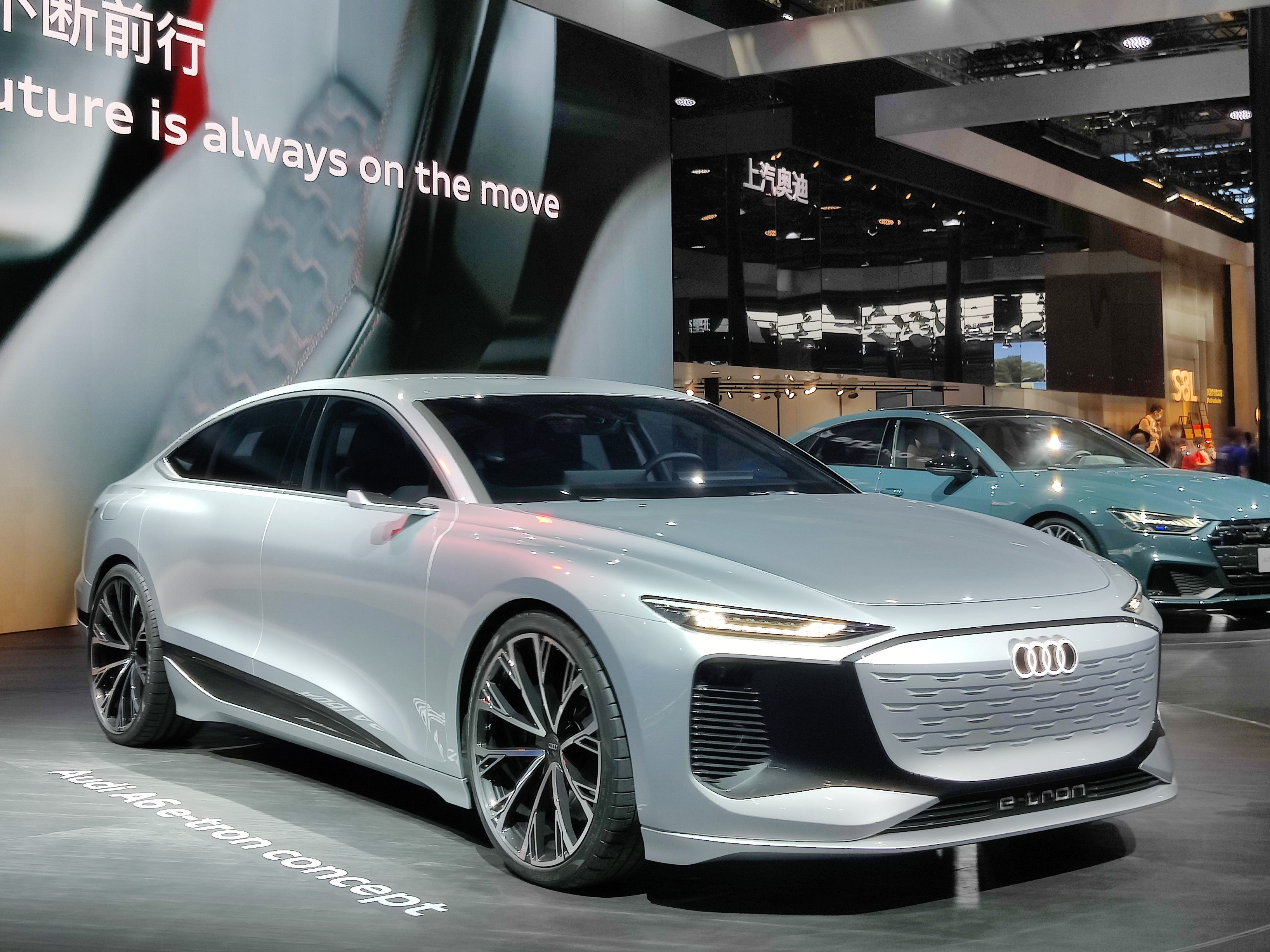
Audi A6 e-tron concept (2021).

- 2022 : Audi A6 Avant e-tron concept[14]